# Thormann-Brunnen

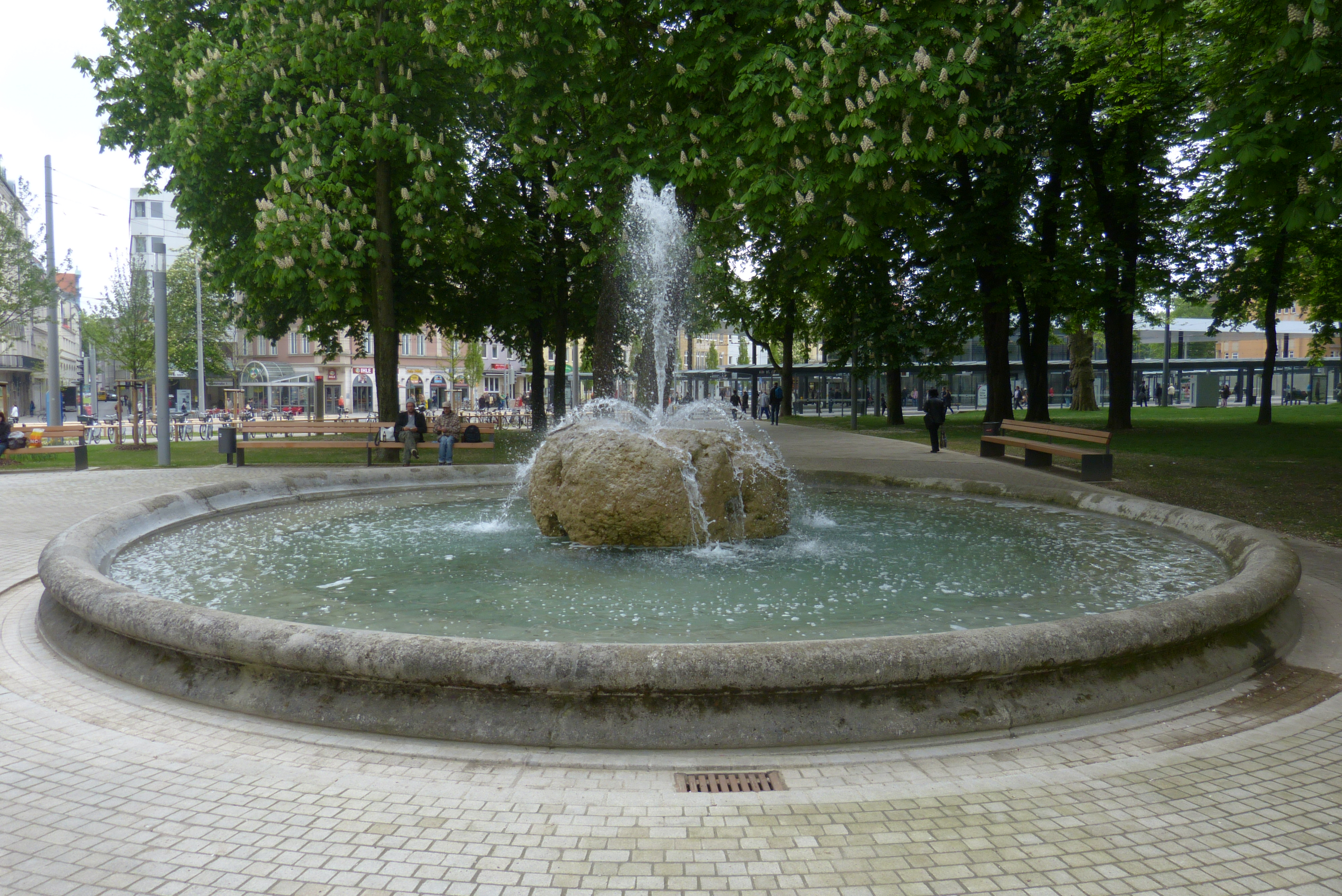
Blick auf den Thormann-Brunnen

Der Thormann-Brunnen ist ein Springbrunnen in der Innenstadt von Augsburg. Er befindet sich in der Grünanlage des Königsplatzes und ist als Baudenkmal in der Bayerischen Denkmalliste eingetragen.

## Geschichte
Der Brunnen wurde im Jahr 1880 vom Ingenieur Alfred Thormann errichtet, als nach dem Abbruch des Gögginger Tores der Königsplatz angelegt und als Park gestaltet wurde, um im neuen Zentrum der schon damals hektischen Großstadt als „grüne Ruhezone“ zu dienen. Er gilt als das erste Betonbauwerk in Augsburg. Thormann schenkte der Stadt den Brunnen und wollte mit dem Bauwerk die Tauglichkeit des damals noch neuen Baustoffs Beton unter Beweis stellen. Am Beckenrand erinnert die Inschrift „Alfred Thormann Augsburg 1880“ daran.
Zu Augsburgs 2000-Jahr-Feier im Jahre 1985 stiftete Ignaz Walter die vollständige Aufarbeitung des Brunnens. Zum Umbau des Königsplatzes zwischen 2011 und 2013 wurde er zeitweise abgebaut und anschließend wieder aufgebaut.

## Erscheinungsbild
Zum Brunnen gehört ein niedriges, kreisrundes Wasserbecken mit einem Durchmesser von 12 Metern. In dessen Mitte befindet sich ein großer Findling, aus dem oben mittig ein Wasserstrahl und eine Trichterfontäne austritt. Früher war der Brunnen von einem Kunstschmiedegitter umgeben.